# Szaloniki ókeresztény és bizánci műemlékei
A Krisztus előtt 315-ben alapított Szaloniki, tartományi székhely és tengeri kikötő, évszázadokon keresztül a Bizánci Birodalom második legfontosabb városa volt. A középkorban kiemelkedő szerepet játszott a keresztény világban és a 4. és 15. század között rangjának megfelelő látványos épületek épültek. A szaloniki mozaikok a ravennai és a Palermo környéki kora keresztény mozaikokkal azonos értékű igazi kincsei az emberiségnek. 1988-ban az UNESCO Szaloniki 15 ókeresztény és bizánci műemlékét felvette a Világörökségi helyszínek listájára. 
|  | Thesszaloniki városfala                            | 4.-5. század |
|  | Szent György rotunda                               | 4. század    |
|  | Panagia Acheiropoietos bazilika                    | 5. század    |
|  | Latomou-Kolostor                                   | 6. század    |
|  | Szent Demeter-bazilika                             | 7. század    |
|  | Hagia Szophia-templom                              | 8. század    |
|  | Panagia Chalkeon A rézmetszők nagyasszonya templom | 11. század   |
|  | Szent Katalin-templom                              | 13. század   |
|  | Szent Pantaleon-templom                            | 14. század   |
|  | Szent Apostolok temploma (Thesszaloniki)           | 14. század   |
|  | Csodatévő Szent Miklós-templom                     | 14. század   |
|  | Krisztus színeváltozása templom                    | 14. század   |
|  | Vlatadon Monostor                                  | 14. század   |
|  | Illés próféta temploma                             | 14. század   |
|  | Bizánci fürdő                                      | 14. század   |